# Walgreens
La Walgreen Company è la seconda catena più grande di farmacie degli Stati Uniti dopo la CVS Health. Nei suoi negozi è possibile ottenere prescrizioni mediche, ricevere informazioni sulla salute, ricevere servizi fotografici ed acquistare prodotti per la salute. Fu fondata a Chicago, Illinois, nel 1901. Dall'agosto del 2016, la società opera con 8.175 negozi in cinquanta stati oltre a Porto Rico, le Isole Vergini Americane e Washington D.C.. La sede di Walgreens è a Deerfield, Illinois. Il 31 dicembre del 2014 Walgreens ha acquistato il 50% della compagnia Alliance Boots, sommandosi al 45% che aveva acquistato nel 2012. Le due compagnie si sono unite per creare Walgreens Boots Alliance Inc.

## Storia

### Storia della compagnia
La prima farmacia della Walgreen Company fu fondata all'angolo di Bowen Avenue e Cottage Grove a Chicago nel 1901 da Charles R. Walgreen Sr. (9 ottobre 1873 – 11 dicembre 1939), un farmacista dell'Illinois che decise di creare la compagnia essendo anche un imprenditore.
Nel 1913 la Walgreen Company, chiamata Walgreens, è arrivata a gestire quattro farmacie a Chicago. A seguire nel 1915 le farmacie sono aumentate a cinque, poi nove nel 1916 e venti nel 1919. Questo successo era attribuito al fatto che Walgreens vendeva alcol negli anni venti, sebbene negli Stati Uniti esisteva il Proibizionismo, ovvero il divieto della vendita di alcol.
Nel 1922 ha introdotto il “malted milkshake”, un frappé che l'ha portata negli anni seguenti a instaurare una catena di stabilimenti di produzione di gelato. A metà degli anni venti, Walgreens è arrivata a gestire 44 negozi con vendite annuali di 1.200.000 dollari. I negozi si erano propagati al Minnesota, Missouri e Wisconsin. Le vendite annuali erano arrivate a 4.000.000 dollari nel 1930 e il numero di negozi era aumentato da 44 a 397. L'espansione si può attribuire al fatto che la catena vendeva alcol pur essendo illegale: nella maggior parte dei casi, tenevano whiskey sotto la cassa per venderlo ai clienti e di conseguenza la compagnia non ha risentito della Grande depressione degli anni venti.
Nel 1934 il numero di farmacie è aumentato a 60 in trenta stati.
Nel 1939 muore Charles R. Walgreen Sr. e l’incarico della impresa è stato lasciato a suo figlio Charles R. Walgreen Jr. (4 marzo 1906 – 10 febbraio 2007) fino alla sua pensione. Durante gli anni di Charles R. Walgreen Jr. la compagnia non ha avuto una crescita considerabile. Charles “Cork” R . Walgreen ha rilevato la compagnia dopo che Walgreen Jr. andò in pensione e negli anni cinquanta ha modernizzato la compagnia aggiungendo il codice a barre ai prodotti.
Nel 1986 Walgreens ha acquistato MediMart dalla catena Stop & Shop.
Nel 1995 Kevin P. Walgreen è diventato il vice-presidente della impresa e poi “senior” vice-presidente nel 2006.
Il 12 luglio 2006 David Bernauer si è dimesso dalla carica di amministratore delegato e Jeff Rein lo ha sostituito. Rein aveva una laurea in contabilità e farmacia della Università dell'Alabama. Era un farmacista, direttore di negozio, direttore di zona e precedentemente tesoriere.
Il 10 ottobre 2008 Rein si è dimesso ed è stato sostituito da Alan G. McNally.
Il 26 gennaio 2009 Gregory Wasson è diventato amministratore delegato.

### Espansione durante il ventunesimo secolo
Nel 2006 Walgreens ha acquistato la Happy Harry Inc. una catena di farmacie in Delaware, Pennsylvania, Maryland e New Jersey. È stato, a quei tempi, l’acquisto maggiore di Walgreens. Si stima che la Happy Harry Inc. sia costata 225.000.000 dollari.
Nell’ottobre 2007 Walgreens ha aperto il suo 6000º negozio a New Orleans, Louisiana.
Nel gennaio 2008 l’impresa ha procurato venti negozi a Porto Rico dall'impresa Farmacias El Amal, una catena di farmacie gestita da un’unica famiglia. Walgreens ha acquisito 61 negozi dall'impresa. El Amal ha continuato a gestire gli altri 41 negozi che erano in suo possesso.
Nel luglio 2009 la compagnia è arrivata a gestire negozi in tutti i 50 stati includendo Washington D.C. e ha aperto il primo negozio in Alaska. Ha continuato ad aprire altre tre farmacie durante l’estate del 2009.
Il 10 febbraio 2010 Walgreens ha acquisito Duane Reade Holdings Inc., una catena farmaceutica proveniente da New York, per 1.000.075.000 dollari. La compagnia ha acquistato 257 farmacie, la sede centrale e due centri di distribuzione. L’impresa ha ottenuto un incremento tra 120.000.000 e 130.000.000 dollari tre anni dopo aver concluso la transazione.
Il 24 marzo 2011 l’impresa ha ottenuto SkinStore.com, Drugstore.com e Beauty.com per 409.000.000 dollari. I siti avevano l’intento di aiutare clienti a cercare informazioni su prodotti e dare consigli sulla salute. Nel 2010 Drugstore.com ha registrato più di 456.000.000 dollari in vendite e 1.000 impiegati. Secondo i termini dell’accordo gli azionisti di Drugstore.com ricevevano 3.08 dollari per ciascun azione.
Il 30 aprile 2011 Walgreens è arrivata a gestire 8669 negozi negli Stati Uniti, Guam e Porto Rico. Ha continuato ad espandersi e nel 2014 è arrivata ad essere la catena farmaceutica più grande degli Stati Uniti crescendo del 2,5% in quell'anno. Ha iniziato il 2014 con un incremento del 68% del suo reddito netto.
Il 18 agosto 2011 Walgreens ha introdotto la catena “Nice!”, un marchio che vende prodotti alimentari e articoli casalinghi. Nei sei anni seguenti alla creazione della catena “Nice!” ha generato mille prodotti attraverso venticinque categorie nelle farmacie di Walgreens.
Il 19 giugno 2012 Walgreens ha pagato 6.700.000.000 dollari per il 45% del tasso di interesse di Alliance Boots. Facendo questo contratto Walgreens si è creata la possibilità di acquistare Alliance Boots nel 2015, aumentando il valore della compagnia a 9.500.000.000 dollari in totale. Nel 2014 Walgreens ha approfittato di questo acquisto creando la compagnia Walgreens Boots Alliance Inc.
Il 5 luglio 2012 Walgreens ha acquistato le imprese USA Drug, Super D Drug, May’s Drug, Med-X e Drug Warehouse con 144 farmacie in Arkansas, Kansas, Mississippi, Missouri, New Jersey, Oklahoma e Tennessee. Ha acquisito anche la sede centrale, collocata in Arkansas. Walgreens in seguito ha annunciato che non avrebbe cambiato i nomi delle imprese per mantenere l’armonia tra le imprese e Walgreens.
Il 10 settembre 2013 Walgreens ha acquistato l’impresa Kerr Drug, una catena farmaceutica in Nord Carolina.
Il 6 agosto 2014 Walgreens ha acquistato il resto di Alliance Boots, una catena farmaceutica Britannica. Walgreens era in possesso del 45% della compagnia e con questo contratto ha aggiunto il 55% mancante pagando 5.290.000.000 dollari. Facendo questo Walgreens ha abbandonato l’idea, che aveva avuto precedentemente, di spostare la sede centrale in Europa per espandere la compagnia.
Il 27 ottobre 2015 Walgreens ha annunciato che avrebbe acquisito Rite Aid, la terza più grande catena farmaceutica degli Stati Uniti per 9.000.000.000 dollari. Questo acquisto sarebbe risultato dall'unione di due delle tre catene farmaceutiche più grandi degli Stati Uniti. Walgreens ha aggiunto che sarebbe stata disponibile a rimuovere mille farmacie affinché chiudessero il contratto. Unendo queste due catene avrebbero avuto 12.900 negozi. L’amministratore delegato di Walgreens ha però annunciato che Walgreens avrebbe risparmiato 1.000.000.000 dollari in sinergie. Tuttavia, il 29 giugno 2017, Walgreens non ha fatto il contratto, decidendo di acquistare metà dei negozi come alternativa, pagando 5.180.000.000 dollari. Walgreens avrebbe acquisito 2186 negozi, tre centri di distribuzioni ed altre giacenze in magazzino. Il 19 di settembre 2017 la Federal Trade Commission (FTC) ha approvato il quarto contratto: Walgreens avrebbe acquistato 1932 negozi per 4.380.000.000 dollari in totale.
Il 28 luglio 2016 Walgreens ha chiuso i siti Drugstore.com e Beauty.com per focalizzare le sue attenzioni sul suo sito ufficiale (Walgreens.com).
Nell’ottobre 2017 Walgreens ha annunciato che avrebbero chiuso 600 negozi nei due anni successivi. I negozi sarebbero stati principalmente farmacie di Rite Aid e il progetto sarebbe iniziato nella primavera del 2018.

### Contributi alla cultura di massa
Walgreens si prende merito della divulgazione del ‘malted milkshake’, un frappé (o almeno per la sua versione del ‘malted milk shake’). È stato inventato da Ivar “Pop” Coulson nel 1922 quando anche il primo frullatore elettrico è stato inventato, anche se frullati, frappé e latte "malted esistevano già.
Nel novembre 2010, Walgreens ha presentato una causa di violazione di marchio contro la catena di supermercati Wegmans, affermando che la “W” nel logo è troppo somigliante alla “W” di Walgreens. La causa è stata risolta nell'aprile del 2011 quando Wegmans ha accettato di non usare la “W” nel suo logo (entro giugno 2012). Wegmans mantiene il diritto di usare il nome “Wegmans” nel loro logo. Secondo Jo Natale, la direttrice delle relazioni media, “il costo di apportare modifiche relativamente minori ad un numero limitato di prodotti era molto inferiore al costo di contestare questo caso alla fine.”
Nonostante il marchio di Washington Nationals, una squadra di baseball americana, è somigliante alla “W” di Walgreens, la catena non ha mai presentato una causa contro la squadra.

## Operazioni aziendali
La sede centrale di Walgreens è a Deerfield, Illinois. e, a partire dal 2009, Walgreens ha 5.200 dipendenti nella sua sede. Nel 1987 Walgreens aveva 1.100 persone.
Nell'estate del 2014 è stato valutato il possibile trasferimento della sede in Svizzera, come parte dell’unione di Walgreens e Alliance Boots, una catena farmaceutica Europea. Questo ha creato una controversia, siccome molti clienti ritenevano che era un tentativo di esterovestizione. Il 5 agosto 2014 Walgreens ha annunciato che non avrebbe ricollocato la sede.

## Modelli di negozio
I negozi di Walgreens erano in precedenza collegati a supermercati. A Chicago, il loro mercato di punta, avevano collaborato per crearli con i supermercati Eagle Food Centers e Dominick’s Finer Foods. Normalmente un “walkthru” li univa e c’era spesso la condivisione di dipendenti. Questo concetto è stato usato per rivaleggiare Jewel-Asco o Albertsons-Sav-On. In seguito hanno chiuso i rapporti con Eagle Food Centers e si sono concentrati principalmente sulla relazione che avevano con Dominick’s Finer Foods.
Nei modelli di negozi del 2009 l’ingresso era sulla strada con il maggior flusso di traffico. Tanti negozi erano farmacie “drive-through”, il cui gruppo direttivo di solito includeva un direttore e un vice direttore. A partire dal 2009 la struttura è cambiata per assomigliare alla struttura dei loro concorrenti nel settore.

## Iniziativa dell’inserimento dei disabili
Nel 2002 Randy Lewis, il vice presidente della catena, ha creato il “Transitional Work Group Program” e il “Retail Employees with Disabilities Initiative”, due iniziative con lo scopo di dare lavoro alle persone disabili. Perciò sono stati creati due centri di distribuzione in cui il 40% dei dipendenti era formato da disabili. Prima dell’inserimento, i dipendenti, hanno completato un corso specifico per imparare a lavorare correttamente. Più di 1.500 individui con disabilità hanno completato i corsi per il servizio clienti e hanno cominciato a lavorare per la compagnia. Nel 2007 questo sistema è stato introdotto per la prima volta ad Anderson, Carolina del Sud e gradualmente si è espanso a livello nazionale.
La catena insiste che i dipendenti disabili lavorino come dipendenti senza disabilità, privi di trattamento speciale, e hanno il motto “same job, same performance” (stesso lavoro, stesso performance). Infatti i dipendenti con disabilità vengono pagati ugualmente a quelli senza disabilità. Tuttavia, le condizioni in cui lavorano sono state modificate per soddisfare le esigenze delle loro disabilità. L'iniziativa ha avuto un ampio successo, tanto che altre compagnie come Clarks Companies NA, GlaxoSmithKline, Best Buy e Costco hanno considerato la possibilità di introdurre il sistema nelle loro catene.

## Imprese correlate
Nel 1946 Walgreens ha comprato Sanborns, una delle catene farmaceutiche più grandi di Messico, da Frank Sanborn, per poi rivendere l’impresa nel 1982 al Grupo Carso, una compagnia conglomerata Messicana.
Negli anni ottanta, Walgreens possedeva una catena di “pancake houses” di nome Wags. L'acquisizione di questi ristoranti era per competere Woolworth's lunch counters, una compagnia che vende calzature. Questi ristoranti erano realizzati in modo molto simile a quello di altre catene americane come Denny’s, IHOP e Golden Bear.
Al suo apice l’impresa possedeva cento ristoranti a livello nazionale.
Nel 1988 la compagnia ha venduto novantuno ristoranti alla compagnia Marriott Corporation per concentrarsi sulla sua catena di farmacie.

## Rapporto con i consumatori
Nel dicembre 2012 la compagnia ha dovuto pagare 16.570.000 dollari per risolvere una causa sotto l’accusa di aver scartato sostanze tossiche in modo illegale da più di 600 negozi. L’impresa è stata imputata di aver smaltito illegalmente pesticidi, candeggina, pittura, scarti farmaceutici e altri prodotti. Inoltre, le farmacie sono state incriminate di aver fatto sparire informazioni di pazienti in modo illegittimo. Il portavoce dell’impresa, Jim Graham, ha affermato che la compagnia non aveva riconosciuto di aver fatto atti illegali e ha deciso di risolvere la causa per evitare un ulteriore conflitto. Graham ha annunciato che tutti i materiali tossici per smaltire prodotti dalla compagnia erano regolarmente stati mandati ad una facoltà specifica per essere smaltiti, incenerendoli.

### Prescrizioni
Nel giugno 2008 Walgreens ha “accettato di non modificare le prescrizioni mediche di clienti senza l’approvazione di un medico come una parte di un accordo multi-statale per risolvere dichiarazioni di fatturazione inadeguata.” (Knoxville News Sentinel)
Walgreens è stata accusata di aver cambiato le dosi di tre medicine prescritte per clienti di Medicaid senza l’approvazione di un medico. Cambiando le dosi, il costo pagato dai clienti era aumentato e di fatto i clienti di Medicaid pagavano annualmente più del previsto. L’impresa ha dovuto accettare di attenersi alle regolazioni centrali e pagare trentacinque milioni di dollari al governo centrale.

### Accuse di discriminazione
Nel marzo 2007 il U.S. Equal Employment Opportunity Commission (EEOC) ha accusato Walgreens di aver discriminato contro i dipendenti afroamericani che lavoravano nella gestione di retail e nelle farmacie. Le accuse dicevano che i dipendenti sono stati discriminati nelle promozioni, stipendio e lavoro assegnato. Il decreto contro Walgreens era di 24.000.000 dollari ed è stato diviso ugualmente per i diecimila dipendenti Afroamericani che erano coinvolti.
Nel settembre 2011 il U.S. Equal Employment Opportunity Commission (EEOC) ha creato una causa contro Walgreens per il licenziamento di un impiegato per aver mangiato delle patatine durante il suo turno. La ragazza aveva aperto una busta di patatine di un dollaro e trentanove centesimi tentando di fermare un attacco di ipoglicemia. La compagnia ha licenziato la ragazza perché le patatine erano del negozio e non sue, sebbene le avesse pagate dopo il suo turno. Il ADA (Americans with Disabilities Act) proibisce discriminazioni contro disabilità e necessità che i datori di lavoro diano alloggi per persone con disabilità. Pertanto, una causa è stata creata contro la compagnia, siccome la ragazza aveva una disabilità.

### Medicaid
Nel 2008 Walgreens pagò 35.000.000 dollari per aver cambiato prescrizioni mediche di clienti di Medicaid senza il consulto di un medico. Ha cambiato le prescrizioni mediche di tre farmaci.
Nel 2009 ha minacciato di terminare il contratto che aveva con Medicaid. e nel giugno 2009 l’impresa ha annunciato che non avrebbe più dato prescrizione mediche nei suoi negozi in Delaware come atto di protesta contro il piano dello stato di far sì che Walgreens rimborsasse i clienti. Questa iniziativa è cominciata il 6 di luglio 2009 in 66 negozi di “Happy Harry”.